# Genheim
Genheim ist ein Ortsteil der Gemeinde Waldalgesheim im Landkreis Mainz-Bingen in Rheinland-Pfalz.
Der Weinort wird von der Verbandsgemeinde Rhein-Nahe, die ihren Verwaltungssitz in der Stadt Bingen am Rhein hat, verwaltet.

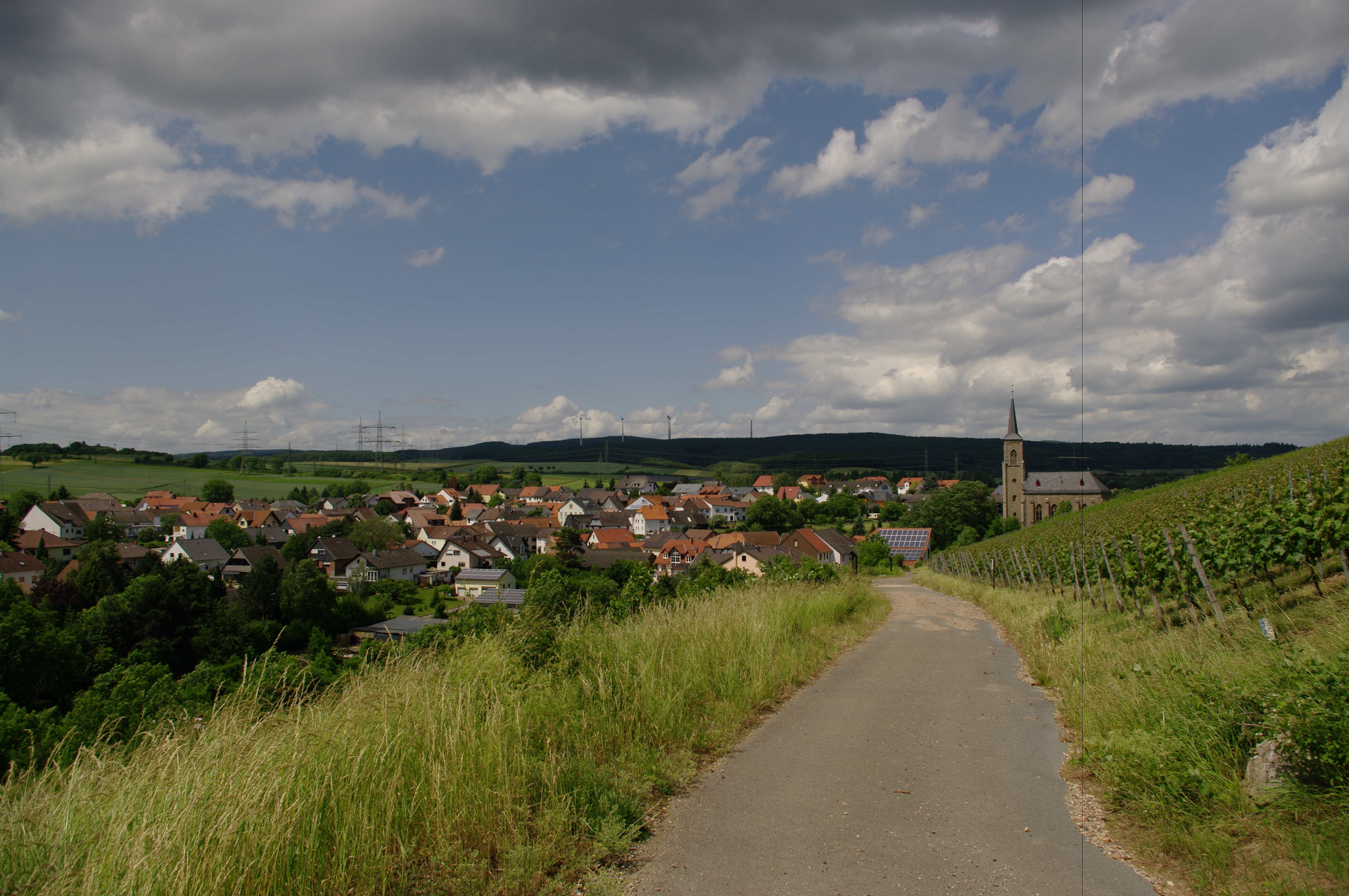
Genheim: Ansicht von Süden

## Geografie
Genheim liegt am Südostabhang des Hunsrücks zwischen Koblenz und Bad Kreuznach südlich des Binger Waldes und westlich der Nahe und etwa sieben Kilometer westlich von Bingen; weiterhin befindet es sich auf der Route der Naheweinstraße.

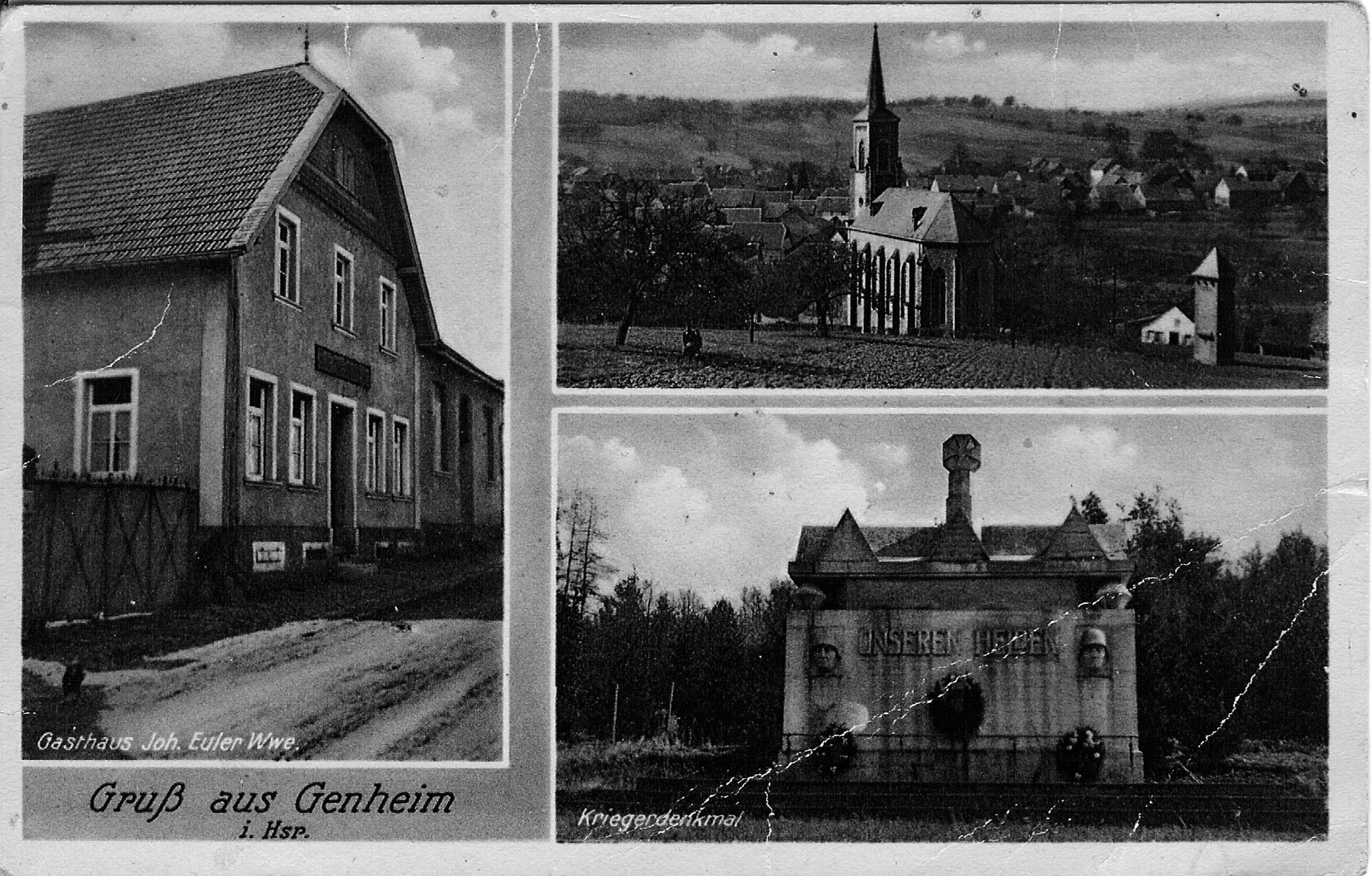
Historische Postkarte aus Genheim

Nachbargemeinden:
|                 |                                             | Waldalgesheim   |
| Roth            | Kompassrose, die auf Nachbargemeinden zeigt |                 |
| Schweppenhausen |                                             | Waldlaubersheim |

## Geschichte
Ab ca. 750 v. Chr. wurde die Region von den Kelten besiedelt. Die keltischen Hügelgräber zwischen Genheim und Schweppenhausen und das Wagengrab der Fürstin von Waldalgesheim belegen, dass es bedeutende keltische Siedlungen in der Nähe gegeben haben muss. Wo genau diese Siedlungen waren und ob die Ursprünge der Dorfgründung letztlich auf eine keltische Siedlung zurückgehen, lässt sich nicht belegen.
Seit der Zeit um Christi Geburt besetzten römische Truppen das linksrheinische Gebiet. Für 500 Jahre blieb die Gegend unter römischer Herrschaft und römischem Einfluss. Die Römer brachten den Straßenbau und vor allem den Anbau von Wein aus Italien nach Germanien. Gerade für den Weinbau fanden sie in den steilen, zur Sonne gerichteten Hügeln der Ausläufer des Hunsrücks gute Anbauflächen vor.
In der Zeit der Völkerwanderung um 500 n. Chr. zerfiel das Römische Reich und die Franken besetzten die Gegend. 767 n. Chr. wird der Weinanbau in Genheim im Lorscher Codex zum ersten Mal urkundlich erwähnt. Das Fränkische Reich behielt die Herrschaft über das Gebiet bis zu dessen Teilung und Zerfall ca. 840 n. Chr.

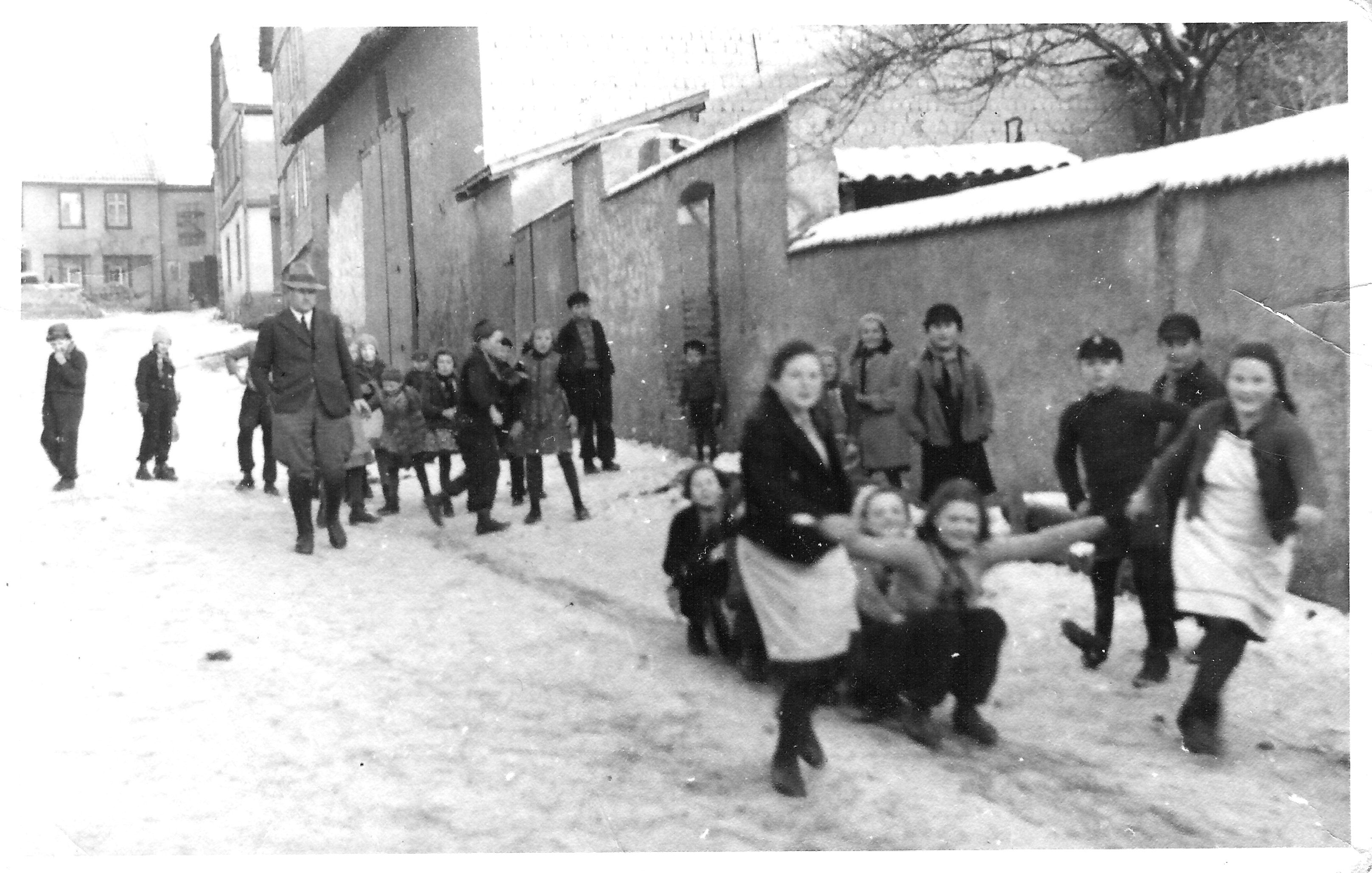
Dorfstraße in Genheim im Dezember 1939

Im Jahre 881 fielen plündernde Wikinger oder Normannen in die Städte entlang des Rheins ein. Sie drangen dabei bis nach Mainz und in die Gebiete um Nahe und Hunsrück vor. Um 900–1000 n. Chr. überfielen ungarische Heere mehrmals die heutigen Gebiete Süddeutschlands und gelangten auch in die Region um Bingen.
Am 7. November 1970 wurde die bis dahin selbstständige Gemeinde Genheim als Ortsteil in Waldalgesheim eingemeindet und kam dabei vom Landkreis Bad Kreuznach zum Landkreis Mainz-Bingen.
Alte Namen von Genheim sind Goganheim und Gaginheim.
Karl May lässt einen Teil seines Romans Waldröschen in Genheim spielen.

## Dialekt
Die Sprache in den Dörfern rund um Genheim wird dem Großsprachraum des West-Mitteldeutschen zugeordnet. Hierbei wird der hiesige Dialekt von verschiedenen moselfränkischen und auch rheinfränkischen Dialekten beeinflusst. Konkret bedeutet dies, dass man in Genheim eine Abwandlung des Hunsrücker Dialektes spricht.

## Bauwerke

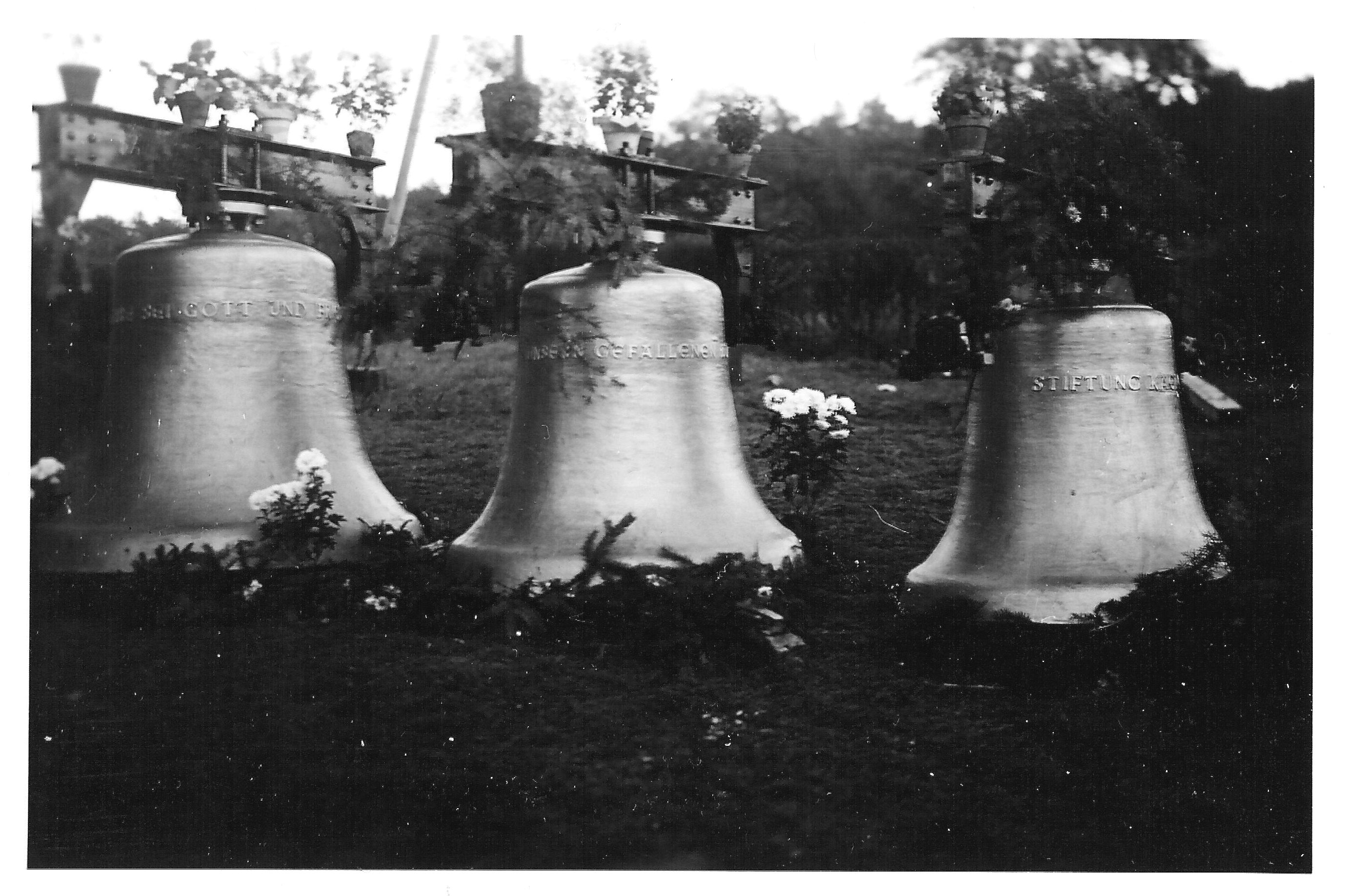
Weihe der Glocken der ev. Kirche

- Alte Schule: das ehemalige Genheimer Schulgebäude, jetzt Dorfgemeinschaftshaus
- Evangelische Kirche: Der einschiffige Sakralbau wurde am 9. Mai 1871 eingeweiht und ist Nachfolger einer älteren Kirche.
- Monumentales Kriegerdenkmal: Das Denkmal wurde 1914 erbaut und als Einzeldenkmal unter Schutz gestellt.
- Barockes Fachwerkhaus in der Bergstraße 9 aus dem frühen 18. Jahrhundert, als Einzeldenkmal unter Schutz gestellt
- Remischenstein: Auf dem Genheimer Dorfplatz befindet sich einer von insgesamt zwölf Remischensteinen entlang der Naheweinstraße.

## Wirtschaft und Infrastruktur
Es gibt kleinere Handwerksbetriebe und Neben- und Vollerwerbs-Landwirtschaft. Hierbei spielen vor allem Wein- und Ackerbau eine Rolle, Viehzucht wird nicht mehr nennenswert betrieben.
Die, von Genheimer Winzern bewirtschafteten, Weinberge gehören zum Anbaugebiet Nahe/Nahetal, zur Großlage Schloßkapelle. Die bewirtschafteten Flächen befinden sich in den Einzellagen Lieseberg und Otterberg (zu Waldlaubersheim gehörend) und in der Genheimer Lage Rossel.
Auf Genheimer Gemarkung, zwischen Waldalgesheim, Roth und Genheim, wurde am 22. November 2008 eine der größten Flächen-Solaranlagen in Rheinland-Pfalz eingeweiht. Der Solarenergiepark, der in Zusammenarbeit mit der Wörrstädter Juwi-Gruppe errichtet wurde, hat eine jährliche Leistung von 2,5 Millionen Kilowattstunden und deckt somit den Jahresbedarf von über 700 Haushalten.
Die Anlage befindet sich auf einer rund 9,3 Hektar großen ehemaligen Ackerfläche und besteht aus rund 36.000 Dünnschicht-Modulen der First Solar GmbH (USA/Deutschland). Die Gesamtfläche der Module beträgt etwa 25.920 Quadratmeter. Die gewonnene Energie wird in das Mittelspannungsnetz der Rhein-Ruhr Verteilnetz GmbH eingespeist.
Tourismus ist vor allem für die ansässigen Gutsschänken und Zimmervermietungen von Bedeutung.
Das Dorf ist über seine Grenzen hinaus durch drei jährliche Feste bekannt.
- das Naheweinfest, das im August stattfindet
- das Waldfest
- der romantische Weihnachtsmarkt am ersten Samstag des Advents.

## Verkehr
- Die Bundesautobahn 61 wird nach etwa zwei Kilometer an der Anschlussstelle Waldlaubersheim erreicht. Alternativ, in etwa gleicher Entfernung, liegt die Anschlussstelle „Stromberg“ (ebenfalls A 61).

## Vereine
- Oldtimer Freunde Genheim (alte Landmaschinen und Autos)
- Männergesangverein MGV Liederkranz Genheim 1925 e. V.
- Landfrauen Genheim
- Theatergruppe Die Winzerkinder e. V.

## Politik

### Ortsbeirat
Genheim ist als Ortsbezirk ausgewiesen und wird von einem Ortsbeirat und einem Ortsvorsteher politisch vertreten.
Der Ortsbeirat besteht aus fünf Ortsbeiratsmitgliedern. Bei der Kommunalwahl am 9. Juni 2024 wurden die Beiratsmitglieder in einer personalisierten Verhältniswahl gewählt. Die Sitzverteilung im gewählten Ortsbeirat:
| Wahl | SPD | CDU | FDP | FWG | Gesamt  |
| ---- | --- | --- | --- | --- | ------- |
| 2024 | 1   | 3   | 1   | –   | 5 Sitze |
| 2019 | 2   | 2   | 1   | –   | 5 Sitze |
| 2014 | 2   | 2   | –   | 1   | 5 Sitze |

### Ortsvorsteher
Gerhard Eckes (CDU) wurde am 2. August 2024 Ortsvorsteher von Genheim. Bei der Direktwahl am 9. Juni 2024 war er mit einem Stimmenanteil von 83,9 % erstmals in dieses Amt gewählt worden.

### Frühere Amtsträger
Frühere Schultheiße/Bürgermeister/Ortsvorsteher waren:
- um 1809: Gerhard Kärcher (Genheimer), als Schultheiß im Genheimer Lager- oder Morgenbuch aufgeführt
- 1946–1989: Kurt Rothenbach (Genheimer), Bürgermeister, ab 1970 Ortsvorsteher
- 1989–1999: Oskar Hartwein (Genheimer), Ortsvorsteher
- 1999–2024: Franz-Josef Eckes (Genheimer), Ortsvorsteher